# Haematopota distincta
Haematopota distincta är en tvåvingeart som beskrevs av Ricardo 1906. Haematopota distincta ingår i släktet Haematopota och familjen bromsar. Inga underarter finns listade i Catalogue of Life.